# Kricktjärnen (Norsjö socken, Västerbotten)
Kricktjärnen är en sjö i Norsjö kommun i Västerbotten och ingår i Umeälvens huvudavrinningsområde.